# Zwangsadoption
Zwangsadoptionen sind Adoptionen ohne Einwilligung des Kindes und seiner leiblichen Eltern. Das Kind erlangt unfreiwillig die rechtliche Stellung eines gemeinschaftlichen Kindes der Annehmenden und verliert das Verwandtschaftsverhältnis zu den bisherigen Verwandten.
Zwangsadoptionen sind ein rechtsstaatlich unzulässiger staatlicher Eingriff in die Erziehung von Kindern und in das Sorgerecht der leiblichen Eltern. Aus verschiedenen politischen Gründen agierten einzelne Staaten in der Vergangenheit nicht nur mit der Herausnahme von Kindern aus den Herkunftsfamilien und der Fremdplatzierung in Pflegefamilien, sondern auch mit der anschließenden Adoption.
Auch der Gedanke einer Umerziehung der betroffenen Kinder – sei es aus rassisch-kulturellen oder politischen Motiven – spielte bei der Zwangsadoption eine Rolle. Bei Zwangsadoptionen handelte es sich um den Missbrauch von staatlicher Gewalt gegenüber dem Bürger. Kennzeichnend für Zwangsadoptionen waren der gezielte Einsatz seelischer Grausamkeiten und psychischer Gewalt gegenüber betroffenen Kindern und Eltern mit der Trennung der bestehenden familiären Bindungen und der anschließenden Ungewissheit über das Schicksal der Familienangehörigen. Durch die Adoption erhielt das Kind einen anderen Familiennamen, manchmal sogar einen anderen Vornamen. Bei den rassisch/kulturell motivierten Zwangsadoptionen trat bei den Kindern zusätzlich zur elterlichen Entfremdung das beabsichtigte Phänomen der kulturellen Entfremdung bei Sprache, Sitten, Glauben und Geschichtsinterpretation auf.
Zwangsadoptionen sind unter anderem bekannt aus der Zeit des Nationalsozialismus und aus der Geschichte der DDR, der Schweiz, Australiens (Stolen Generations), Argentiniens (siehe Desaparecidos), Kanadas und der Vereinigten Staaten.

## Deutschland

### Zeit des Nationalsozialismus
Die Vermittlung der Annahme an Kindes statt war gesetzliche Aufgabe des Landesjugendamtes und des Jugendamtes sowie der Reichsadoptionsstelle im Hauptamt für Volkswohlfahrt und ihrer Dienststellen. Anderen Stellen war sie untersagt.
Zu den satzungsgemäßen Aufgaben des 1935 gegründeten Lebensborn e. V. gehörte es, für dort geborene „rassisch und erbbiologisch wertvolle“ Kinder gemäß § 47 RJWG die Vereinsvormundschaft zu übernehmen. Mit Verordnung vom 2. Januar 1940 wurde der Lebensborn e. V. von dem gesetzlichen Verbot der Adoptionsvermittlung ausgenommen.
Mit Beginn des Zweiten Weltkriegs wurden aus den besetzten Gebieten auch zur „Eindeutschung“ geeignete außerehelich gezeugte Kinder von Wehrmachtssoldaten aus den Benelux-Staaten und Norwegen sowie vermeintliche Waisenkinder aus Polen (Warthegau), dem Generalgouvernement, Weißrussland, der Ukraine, Tschechien und Slowenien in das Reichsgebiet verschleppt, um sie an deutsche Familien zu vermitteln. Klassifiziert wurden die Jungen und Mädchen nach rasse- und demografiepolitischen sogenannten Ariertabellen der SS.
Im Nürnberger Prozess gegen das Rasse- und Siedlungshauptamt der SS 1947/48 waren neben dem Völkermord in den annektierten polnischen Gebieten auch die im Zuge der sogenannten Eindeutschung vorgenommene Zwangsmaßnahmen wie die Verschleppung polnischer Waisenkinder, Schwangerschaftsabbrüche bei Ostarbeiterinnen und die Bevölkerungsverschiebungen nicht eindeutschungsfähiger „Fremdvölkischer“ Gegenstand der Anklage. Aus Mangel an Beweisen sprach das amerikanische Militärtribunal die angeklagten Mitarbeiter des Lebensborn jedoch vom Vorwurf der Verbrechen gegen die Menschlichkeit frei.
Hauptaufgabe des International Tracing Service (ITS, seit 2019 Arolsen Archives) war es nach dem Zweiten Weltkrieg, die Schicksale der in Deutschland befindlichen nicht-deutschen Kinder zu klären. Um die Repatriierung polnischer Kinder bemühten sich in den westlichen Besatzungszonen Deutschlands und in Österreich die UNRRA und das polnische Rote Kreuz.

### Zwangsadoption in der DDR

#### Rechtsgrundlagen
Die Annahme an Kindes statt war seit 1966 im Familiengesetzbuch geregelt (§§ 66 ff. FGB). Zu einer Annahme an Kindes statt war grundsätzlich die Einwilligung der Eltern des Kindes und auch des Kindes erforderlich (§ 69 Abs. 1 Satz 1 FGB). Die Einwilligung eines Elternteils konnte ersetzt werden, wenn die Verweigerung dem Wohl des Kindes entgegenstand, sie war entbehrlich, wenn dem Elternteil das Erziehungsrecht entzogen worden war oder sein Aufenthalt nicht ermittelt werden konnte (§ 70 Abs. 1 und Abs. 2 FGB).
Nach einer Richtlinie des Obersten Gerichts der DDR vom 25. September 1968 stand die Weigerung zur Adoptionsfreigabe dem Wohl des Kindes entgegen, wenn die leiblichen Eltern den Minimalanforderungen an eine geordnete Familienerziehung nicht gerecht wurden und zugleich eine Adoptivfamilie vorhanden war, die dem Kind eine staatstreue Erziehung bieten konnte. Danach konnte auch unangepasstes und von der Norm abweichendes Verhalten der Eltern bzw. ihre Haltung zu Staat und Gesellschaft als Kindeswohlgefährdung interpretiert werden.
War den Erziehungsberechtigten wegen „schwerer schuldhafter Verletzung der elterlichen Pflichten“ das Erziehungsrecht entzogen worden, sah der Gesetzgeber der DDR keine Grundlage mehr für deren Mitwirkung an einer Adoption (§§ 70 Abs. 2 in Verbindung mit § 51 FGB). Der nicht ermittelbare Aufenthalt der Eltern hatte insbesondere Bedeutung in Fällen, in denen Eltern die DDR „ohne Beachtung der Meldevorschriften“ verlassen hatten.

#### Politisch motivierte Zwangsadoptionen
Der Eingriff in die elterlichen Erziehungsrechte aus politisch-ideologischen Gründen war zum einen über die sachfremde und missbräuchliche Auslegung des Begriffs „Wohl des Kindes“ und zum anderen über die Ersetzung bzw. den Verzicht auf die elterliche Einwilligung möglich.
Berichte im Spiegel aus dem Jahr 1975 brachten das Thema Zwangsadoptionen der DDR in die Öffentlichkeit, ließen aber Raum für Mutmaßungen. Erst durch einen Aktenfund in Berlin im Mai 1991, der auch in den Medien Widerhall fand, rückte eine fundierte Aufarbeitung des Themas näher. Die aufgefundenen Akten umfassten auch Fälle, von denen der Spiegel 1975 berichtet hatte und gaben den Anstoß für die Bildung einer Clearingstelle zu Zwangsadoptionen beim Berliner Senat. Die Clearingstelle existierte bis Oktober 1993 entsprechend den gesetzlich vorgesehenen Anfechtungsfristen für in der DDR erfolgte Adoptionen und definierte „Zwangsadoptionen“ als Fälle von Kindern, „die ihren Eltern wegen politischer Delikte wie ‚ungesetzlicher Grenzübertritt‘, ‚Staatshetze‘ oder ‚Staatsverleumdung‘ weggenommen wurden, ohne dass in der Vergangenheit ein gegen das Wohl des Kindes gerichtetes Versagen nachweisbar war.“:175/176 Diese Definition beschränkt sich also nicht nur auf Adoptionen an sich.
Im Zuge einer Untersuchung aus dem Jahr 2007, die Material der Clearingstelle und anderer Quellen auswertete, wurden fünf Fälle von Zwangsadoption im Sinne der Definition der Clearingstelle sowie eine „versuchte Zwangsadoption“ gezählt. Bei der „versuchten Zwangsadoption“ handelte es sich um einen Fall, bei dem der Klage des Jugendhilfe-Referats auf Entzug des Erziehungsrechts vor dem Kreisgericht nicht stattgegeben wurde, und das Jugendhilfe-Referat im Berufungsverfahren die Klage zurückzog, so dass die Kinder zu ihren aus der Haft freigekauften Eltern ausreisen konnten.:325/326 Es wurde geschlussfolgert, dass die Zahl von sechs Fällen wohl nicht als absolut zu verstehen ist, aber es „ist insgesamt von einer weitaus geringeren Fallzahl auszugehen als bedingt durch die mediale Berichterstattung zunächst zu vermuten war.“:351 Die Fallanalyse hat ergeben, dass kein durchgängiges oder überwiegendes Verfahrensmuster der Behörden und Gerichte erkennbar ist. Da zudem keine allgemeinverbindliche Weisung des Ministeriums für Volksbildung vorhanden ist und die angenommenen Fälle in einem Zeitfenster von 1969 bis 1975 lagen, ist anzunehmen, dass es sich bei dem Instrument Zwangsadoption in der DDR um ein zeitlich begrenztes Phänomen gehandelt hat.:341/342
Der Deutsche Bundestag wurde 1997 vom Bundesbeauftragten für die Unterlagen des Staatssicherheitsdienstes der DDR in Bezug auf „Zwangsadoptionen“ (in Anführungszeichen!) in seinem Tätigkeitsbericht wie folgt unterrichtet:

„Im Zusammenhang mit Familienzusammenführungen sind auch zahlreiche Unterlagen über ‚Zwangsadoptionen‘ erschlossen worden. Dabei geht es vor allem um Kinder, deren Eltern in die Bundesrepublik Deutschland übergesiedelt sind und die danach öffentlichkeitswirksam eine Übersiedlung ihrer Kinder erreichen wollten.“

Im Frühjahr 2017 gab die damalige Ostbeauftragte der Bundesregierung, die Parlamentarische Staatssekretärin Iris Gleicke, eine Pilotstudie in Auftrag, in der untersucht werden sollte, ob nach mehr als 30 Jahren Zwangsadoptionen noch nachweisbar sein können. Die Autorinnen und Autoren konnten belegen, dass derartige Nachweise möglich sind. Sie nannten die Archive und beschrieben die Forschungsmethoden. Die Pilotstudie wurde am 26. Februar 2018 fertiggestellt. Seitdem arbeiteten mehrere Gremien des Bundes und der Länder an einem Konzept für eine große Hauptstudie. Diese Zeit war nötig, da Gesetze geändert werden mussten, um dem Datenschutz gerecht zu werden. Seit Juli 2022 arbeitet eine am Deutschen Institut für Heimerziehungsforschung angesiedelte interdisziplinäre Forschungsgruppe an einer solchen Studie. Die Forschung ist auf drei Jahre angelegt und wird von der Bundesregierung mit 1 Million Euro finanziell gefördert. Aus der Wissenschaft wurde gefordert, für Betroffene eine Rehabilitierung im Rahmen der Aufarbeitung des DDR-Unrechts nach Vorbild des Strafrechtlichen Rehabilitierungsgesetzes zu ermöglichen. Eine Anlaufstelle für Interessierte und Betroffene bietet die Zentrale Auskunfts- und Vermittlungsstelle (ZAuV).
Am 5. April 2018 demonstrierten etwa 80 Teilnehmer für die Aufklärung über den Verbleib der zwangsadoptierten Kinder. Außerdem beklagten diese bisher noch undokumentierte Zwangsadoptionen oder andere rechtswidrige Kindesentziehungen.
Am 25. Juni 2018 veranstaltete der Petitionsausschuss des Deutschen Bundestages eine Anhörung von Sachverständigen, die einstimmig forderten, die Zwangsadoptionen in der DDR zu untersuchen. Der Vorsitzende des Ausschusses sprach von einer „klaffenden Aufarbeitungslücke“.
Die Lücke in der Aufarbeitung führt regelmäßig dazu, dass Betroffene sich Abhilfe durch mediale Unterstützung erhoffen. Ein in diesem Zusammenhang prominenter Unterstützer der Interessengemeinschaft gestohlener Kinder der DDR ist TV-Moderator und Verbraucherexperte Peter Escher. Die Suche nach den leiblichen Eltern gestaltet sich auf Grund der mangelnden behördlichen Dokumentation jedoch oft schwierig und wird mit privater Detektivarbeit unterstützt. Besonderes Aufsehen erregen dabei regelmäßig Fälle, die schwer in das Schicksal der betroffenen Eltern, Adoptiveltern und Kinder eingegriffen haben.
Nach dem Urteil des Bundesverwaltungsgerichts (BVerwG) vom 19. Oktober 2023 haben Personen, die in der DDR in rechtsstaatswidriger Weise adoptiert wurden, einen Anspruch auf verwaltungsrechtliche Rehabilitierung, wenn die Adoption für den Betroffenen zu gesundheitlichen Beeinträchtigungen geführt hat, die noch fortwirken. Der Einigungsvertrag und die daraus folgende Spezialregelung des Art. 234 § 13 Abs. 3 und Abs. 4 EGBGB in Verbindung mit §§ 1759 ff. BGB sahen nur die Aufhebung von Annahmeverhältnissen vor, die vor der deutschen Wiedervereinigung im Beitrittsgebiet ohne Einwilligung der Eltern begründet worden waren. Sie stehen nach Ansicht des BVerwG jedoch einer Rehabilitierung in sonstiger Weise nicht entgegen.

### Rechtslage in der Bundesrepublik Deutschland
In der Bundesrepublik Deutschland ist zur Annahme Minderjähriger als Kind die Einwilligung des Kindes und der Eltern erforderlich (§ 1746, § 1747 BGB).
Unter bestimmten Voraussetzungen kann im Interesse des Kindeswohls die Einwilligung eines Elternteiles durch das Familiengericht am Wohnsitz der künftigen Adoptiveltern ersetzt werden (§ 1748 BGB, § 187 FamFG). Der Staat hat aufgrund des in Art. 6 Abs. 2 u. 3 GG verankerten „Wächteramtes“ die Pflicht, einzuschreiten, wenn eine bestimmte – weit gezogene – Grenze elterlichen Fehlverhaltens überschritten wird. Voraussetzung ist, dass „ein Kind familiärer Fürsorge und Zuwendung bedarf, weil es anderenfalls in einer stationären Einrichtung oder in wechselnden Pflegestellen aufwachsen müsste, weil sich seine leiblichen Eltern kaum oder gar nicht um das Kind kümmern, es körperlich oder seelisch misshandeln, jedoch nicht die erforderlichen Einwilligungen zur Adoption erteilen wollen“. Auch ob die Voraussetzungen für eine teilweise oder vollständige Entziehung der elterlichen Sorge im Einzelfall erfüllt sind, unterliegt einer strengen verfassungsgerichtlichen Überprüfung.
Dass Eltern in eine zur Wahrung des Kindeswohls notwendige Adoption nicht einwilligen, ist tatsächlich die Ausnahme.
Gesetzliche Voraussetzungen sind:
- Anhaltende gröbliche Pflichtverletzung: Wenn der Elternteil etwa einen unsteten Lebenswandel mit übermäßigem Alkoholkonsum führt, das Kind grob lieblos behandelt oder weitgehend sich selbst überlässt. Nicht sorgeberechtigte Elternteile müssen Pflichten wie Unterhalt oder Besuche anhaltend grob vernachlässigt haben. Nichtzahlen von Unterhalt ist nur dann ein Grund, wenn das Kind dadurch in Not geraten ist. Solche Pflichtverletzungen rechtfertigen die Ersetzung der Einwilligung jedoch nur, wenn das Unterbleiben der Adoption einen unverhältnismäßigen Nachteil für das Kind bedeuten würde.
- Gleichgültigkeit: Wenn der Elternteil über einen längeren Zeitraum zeigt, dass ihn das Schicksal des Kindes nicht interessiert, und keine persönlicher Zuwendung erkennen lässt. Voraussetzung ist auch hier, dass das Unterbleiben der Adoption einen unverhältnismäßigen Nachteil für das Kind bedeuten würde.
- Besonders schwere Pflichtverletzung: Wenn zwar keine anhaltende, aber eine besonders schwerwiegende Pflichtverletzung vorliegt und das Kind deshalb nicht mehr der Obhut des Elternteils anvertraut werden kann (§ 1748 Abs. 1 Satz 2 BGB), etwa bei einer Entführung des Kindes ins Ausland.
- Schwere psychische Störung, die den Elternteil zur Pflege und Erziehung des Kindes dauerhaft unfähig macht, wenn das Kind bei Unterbleiben der Adoption nicht in einer Familie aufwachsen und sich gesund entwickeln könnte.

Hat die Mutter des Kindes das Sorgerecht allein, weil sie mit dem Kindsvater bei der Geburt nicht verheiratet war, ihn auch später nicht geheiratet hat und keine Sorgeerklärung abgegeben wurde, kann die Einwilligung des Vaters ersetzt werden, sofern das Unterbleiben der Adoption einen unverhältnismäßigen Nachteil für das Kind darstellen würde. Dabei sind sämtliche Umstände mit Rücksicht auf die Interessen des Kindes und des Vaters umfassend gegeneinander abzuwägen.
Für die Stiefkindadoption eines Kindes durch den Ehegatten der Mutter hat der Bundesgerichtshof mit Beschluss vom 23. März 2005 (Az.: XII ZB 10/03) erhöhte Anforderungen aufgestellt. Danach liegt ein unverhältnismäßiger Nachteil nur vor, wenn die Adoption einen so erheblichen Vorteil für das Kind bietet, dass ein verständig sorgender Elternteil sich nicht dagegen stellen würde. Soll also durch Adoption lediglich das Umgangsrecht des Vaters vereitelt oder die Stiefvater-Kind-Beziehung rechtlich abgesichert werden, ist dies nicht ausreichend. Das Bundesverfassungsgericht nahm in einer späteren Entscheidung auf das BGH-Urteil zustimmend Bezug.
Hinsichtlich der Freigabe von Kindern zur Adoption durch ledige Mütter gegen den Willen des leiblichen Vaters erregte der Fall Görgülü Aufsehen.

## Schweiz
Das öffentliche Recht der Kantone und das Zivilgesetzbuch erlaubten bis zu einer grundlegenden Neuregelung im Jahr 1981 sog. fürsorgerische Zwangsmaßnahmen und die administrative (Anstalts-)Versorgung. Danach konnten Erwachsene ohne Gerichtsurteil in Zwangsarbeits-, Straf-, Trinkerheilanstalten oder in die Psychiatrie eingewiesen werden. Eingewiesene Frauen wurde mitunter widerrechtlich dazu gebracht, ihre Kinder zur Adoption freizugeben. Minderjährige wurden auf behördliche Anordnung in Heimen oder Pflegefamilien „fremdplatziert“ oder als Verdingkinder untergebracht. Eine besondere Rolle spielte dabei das Hilfswerk Kinder der Landstrasse der Stiftung Pro Juventute.
1981 wurden die Bestimmungen über den fürsorgerischen Freiheitsentzug (FFE) in das Zivilgesetzbuch eingeführt. Damit erhielten eingewiesene Personen erstmals Verfahrensrechte wie zum Beispiel das Recht auf ein faires Verfahren nach Art. 6 EMRK.
Mit dem Bundesgesetz über die Aufarbeitung der fürsorgerischen Zwangsmassnahmen und Fremdplatzierungen vor 1981 (AFZFG) von 2017 soll das in der Schweiz geschehene Unrecht, das den Opfern von fürsorgerischen Zwangsmassnahmen und Fremdplatzierungen vor 1981 zugefügt worden ist, anerkannt und wiedergutgemacht werden. Dazu zählen auch Betroffene, deren körperliche, psychische oder sexuelle Unversehrtheit oder deren geistige Entwicklung unmittelbar und schwer beeinträchtigt worden ist durch „unter Druck erfolgte Kindswegnahme und Freigabe zur Adoption“ (Art. 2 lit. d 3 AFZFG). Dem Gesetz ging eine öffentliche Wiedergutmachungsinitiative voraus.
Personen, die als Kind von ihren Eltern unter Zwang weggenommen und zur Adoption freigegeben wurden, haben nach einem Entscheid des Bundesgerichts ein Anrecht auf den Solidaritätsbeitrag, den Art. 4 AFZFG vorsieht. Auch Kinder, die zunächst behördlich bei einer Pflegefamilie fremdplatziert und später durch die Pflegeeltern der gleichen Familie adoptiert wurden, sind nach der Adoption von einer Fremdplatzierung im Sinne von Art. 2 lit. b AFZFG betroffen und entschädigungsberechtigt.
Den betroffenen jenischen Familien wurde unterdessen Entschädigungen von bis zu 20'000 Schweizer Franken pro Person gezahlt.

## Australien
Die Zwangsadoptionen in Australien haben rassen- und demografiepolitische Hintergründe. Seit Anfang des 20. Jahrhunderts wurden Aborigines-Kinder zwangsweise ihren Eltern weggenommen, in Pflegefamilien platziert und in Missionsschulen zu „weißen Werten“ umerzogen. Offiziell sollte es sich dabei nur um Mischlingskinder handeln. Diese Ereignisse und diese Kinder werden mit dem Schlagwort „Stolen Generation“ bezeichnet. Zwangsadoptionen sind hier Bestandteil der staatlichen Assimilierungspolitik.

## USA und Kanada
Siehe auch: Residential Schools (Kanada)
Die Zwangsadoptionen in Kanada und in den USA haben rassistische und demografische Hintergründe. Von 1879 bis 1970 wurden Kinder auf Anordnung der US-Regierung und der kanadischen Regierung aus indianischen Herkunftsfamilien herausgenommen und in Pflegefamilien zwangsadoptiert oder in Umerziehungsheime gesteckt, diese in aller Regel in kirchlicher Trägerschaft zwecks Zwangsmissionierung. Diese Verbrechen werden heute als kultureller Völkermord klassifiziert. Zwangsadoptionen sind ein Bestandteil der staatlichen gewaltförmigen Assimilierungspolitik gewesen. Nach Angaben des National Centre for Truth and Reconciliation sind von den ca. 150.000 Kindern, die in den Resident-Schools unterrichtet wurden, mindestens 4.100 Kinder verstorben. So wurden im Jahr 2021 die Überreste von 215 Kinderleichen auf dem Gelände der Kamloops Indian Residential School in undokumentierten Gräbern gefunden.
Am 6. Oktober 2017 hat das 29. kanadische Kabinett unter Premierminister Justin Trudeau einen Schadensersatz an die noch lebenden Opfer des "Sixties Scoop", die zwangsweise, meist gewaltsame Wegnahme von Kindern der Autochthonen in Höhe von 750 Mio. Can$ versprochen. Von 1960 bis weit in die 1980er Jahre wurden rund 20000 Kinder ihren Eltern nach diesem Programm vom Staat entrissen. Sie wurden an weiße Familien zur Adoption oder als Pflegekinder gegeben, einige sogar in die USA und nach Europa sowie nach Neuseeland. Die Reaktion der Regierung von 2017 ist die Antwort auf eine Serie von Opferklagen; die Betroffenen beklagten geistige und seelische Probleme infolge der Wegnahme, ganz abgesehen vom Verlust ihrer eigenen Kultur. Eine Anzahl der Opfer beklagte sexuellen Missbrauch in den Pflegefamilien. Der Schadensersatz wurde vor Gericht von der zuständigen Ministerin, Carolyn Bennett, offiziell zugestanden.
Für die gegen den Willen der Eltern in klerikale Heime verschleppten Kinder, eine Zahl von 150.000 Menschen, wurde eine gesonderte Vereinbarung mit eigener Schadensersatzsumme festgelegt. Ein für Ontario zuständiger oberer Richter, Edward P. Belobaba, hatte bereits im Februar 2017 in einer Vorentscheidung die Verbrechen an den Kindern deutlich benannt und damit die Regierung in Zugzwang gebracht. Nach Meinung eines der Opferanwälte ist es das erste Mal in einem westlichen Land, dass der staatliche und kirchliche Kampf gegen die kulturelle Identität der Kinder aus den First Nations in einem Klageverfahren als Verbrechen benannt worden ist.
Es wird erwartet, dass der finanziellen Regierungszusage später noch eine offizielle Entschuldigung gegenüber den Opfern folgen wird; der Bundesstaat Manitoba sprach eine solche Entschuldigung bereits 2015 aus.

## Argentinien
Während des „Schmutzigen Kriegs“ der argentinischen Militärdiktatur (1976–1983) wurden bis zu 30.000 Regimegegner heimlich entführt, gefoltert und ermordet, die so genannten Desaparecidos. Es war gängige Praxis, in der Haft geborene Kinder von verschleppten und dann umgebrachten Frauen an kinderlose Offiziersfamilien zur Adoption zu geben. Nach dem Ende der Diktatur 1983 versuchten viele Großeltern und verbliebene Elternteile, diese Kinder wiederzufinden. Die Organisation Großmütter der Plaza de Mayo schätzt, dass es in Argentinien insgesamt etwa 500 von den Schergen der Diktatur geraubte und dann im Geheimen zur Adoption freigegebene Kinder gibt. In mindestens 128 Fällen wurden bis zum Jahr 2018 während der Militärdiktatur verschwundene Kinder an Elternteile oder rechtmäßige Familien zurückgegeben. Die Bemühungen dauern an. Die Konfrontation mit ihrer wahren Herkunft ist für die mittlerweile erwachsenen Kinder meist ein sehr schmerzhafter Prozess – auch deswegen, weil ihre vermeintlichen Väter nicht selten an der Folterung und Ermordung ihrer tatsächlichen, leiblichen Eltern beteiligt waren.

## Spanien
In Spanien soll es zur Zeit der Franco-Diktatur etwa 300.000 sogenannte irreguläre Adoptionen gegeben haben. Diese Schätzung entstammt dem ersten Bericht zu den Verbrechen der Franco-Diktatur, der durch den Untersuchungsrichter Baltasar Garzón angefertigt wurde. Dieser Richter wurde jedoch suspendiert und konnte daher nicht weiter an der Aufklärung arbeiten.
Es wird davon ausgegangen, dass oft das Kind einer armen oder unehelichen Schwangeren entwendet wurde und dass häufig den frisch entbundenen Frauen berichtet wurde, dass ihr Kind tot geboren worden sei. Die adoptierenden Eltern wiederum hätten geglaubt, die Geldforderungen seien Gebühren, die unter anderem die Kosten der Entbindung abdecken sollten.
Mit dem 1987 erlassenen Adoptionsgesetz wurde diese Form der Adoption unterbunden.
Im Wahlkampf 2019 schlug der konservative Kandidat Pablo Casado vor, schwangere Migrantinnen erst nach der Entbindung auszuweisen, sofern sie ihre Neugeborenen zur Adoption freigäben.

## Irland
In Irland waren Zwangsadoptionen von den 1940er bis in die 1990er Jahre weit verbreitet. Schätzungen zufolge wurden zwischen 50.000 und 100.000 Kinder zwangsweise zur Adoption freigegeben. Dies geschah hauptsächlich bei unverheirateten Müttern, deren Schwangerschaft im streng katholischen Irland als Schande galt.
Zentral für die Praxis der Zwangsadoptionen waren die sogenannten Mutter-und-Kind-Heime (englisch: Mother and Baby Homes). Diese von katholischen Orden betriebenen und vom Staat finanzierten Einrichtungen nahmen unverheiratete schwangere Frauen auf. Nach der Geburt wurden die Kinder oft ohne Einwilligung der Mütter zur Adoption freigegeben.
Die Lebensbedingungen in diesen Heimen waren häufig katastrophal. Die Kindersterblichkeit lag bis zu fünfmal höher als im irischen Durchschnitt. Im Heim des Bon-Secours-Ordens in Tuam wurden die sterblichen Überreste von fast 800 Säuglingen und Kindern in einem geheimen Massengrab entdeckt.
Viele Kinder wurden unter fragwürdigen Umständen zur Adoption freigegeben, teilweise auch ins Ausland. Besonders lukrativ war der Handel mit Babys zur Adoption in die Vereinigten Staaten. Kinder mit Behinderungen blieben oft in den Heimen zurück, wo sie häufig vernachlässigt wurden.
Die Aufarbeitung steht noch am Anfang. 2021 hatte sich die irische Regierung für die Zwangsadoptionen und die Missstände in den Mutter-und-Kind-Heimen entschuldigt. Zudem wurde ein Gesetzentwurf vorgelegt, der Adoptierten das Recht auf Zugang zu ihren Geburtsinformationen geben soll.

## Auslandsadoptionen
Das Haager Übereinkommen vom 29. Mai 1993 über den Schutz von Kindern und die Zusammenarbeit auf dem Gebiet der internationalen Adoption soll Kinder davor schützen, illegal aus dem Ausland adoptiert zu werden, etwa aus Entwicklungsländern nach Europa.

## Filmische Aufarbeitung
Argentinien
- 1985 Die offizielle Geschichte – erster argentinischer Spielfilm über den Kindsraub während der 1983 beendeten Diktatur
- 1989 Blauäugig – Deutscher, in Argentinien spielender Film von Reinhard Hauff, mit Götz George
- 1998 Por esos ojos (Mit diesen Augen). Film von Gonzalo Arijon, Uruguay
- 2001 Vidas Privadas. Film von Fito Páez mit Cecilia Roth
- 2001 Mariana – geraubt und adoptiert Gestohlene Kindheit. Ein Film von Gonzalo Arijon und Virginia M. Vargas
- 2010 Das Lied in mir - Deutscher, in Argentinien spielender Film von Florian Cossen

Australien
- Long Walk Home. Originaltitel: Rabbit-Proof Fence. Filmdrama aus dem Jahr 2002 basierend auf dem Buch Follow the rabbit-proof fence von Doris Pilkington.

DDR
- Geraubte Kinder – Zwangsadoptionen in der DDR. Film von Mica Stobwasser und Natascha Tillmann (2001)
- Mütter ohne Kinder – Kindesraub in der DDR, MDR, Ein Fall für Escher, Sendung vom 25. Dezember 2003.[62]
- Die Mauer – Berlin '61. WDR-Fernsehfilm aus 2006, Regie: Hartmut Schoen, Schauspieler u. a. Heino Ferch, Inka Friedrich, Frederick Lau, Iris Berben.
- Rabeneltern. Film von Hans-Dieter Rutsch, begleitende Dokumentation zum Fernsehfilm "Die Mauer – Berlin 61".
- Jenseits der Mauer, Fernsehfilm 2009 mit Katja Flint und Edgar Selge
- Trennung von Staats wegen, ARD-Dokumentation 2009

Kanada
- Foster Child. Film von Gil Cardinal, 1987
- Wir sind Indianer / Voyage en mémoires indiennes. Dokumentarfilm von Jo Béranger und Doris Buttingnol (2001)
- Little Bird. Kanadische TV-Serie von Jennifer Podemski und Hannah Moscovitch, 2023[63]

Schweiz
- Kinder der Landstrasse, Regie: Urs Egger, 1992

Irland
- Philomena, Regie: Stephen Frears, 2013